# Захарченко, Виталий Юрьевич
Виталий Юрьевич Захарченко (укр. Віталій Юрійович Захарченко; род. 20 января 1963, Константиновка, Донецкая область, УССР, СССР) — бывший украинский государственный деятель. Министр внутренних дел Украины (с 7 ноября 2011 по 28 января 2014 года), исполняющий обязанности министра внутренних дел Украины (с 28 января по 21 февраля 2014 года), генерал внутренней службы Украины. Председатель Государственной налоговой службы Украины (с 25 декабря 2010 по 7 ноября 2011 года), главный государственный советник налоговой службы. Кандидат наук в области государственного управления. С 2015 года — сотрудник российской государственной корпорации «Ростех».
С 2014 года разыскивается СБУ и находится под санкциями стран Евросоюза и США, от украинского правосудия скрывается в России. До 2017 года находился в розыске Интерпола, прежде чем его имя было исключено из списков Интерпола.

## Биография
В 1980 году окончил среднюю школу № 15 города Константиновка.
В 1981 году после окончания профтехучилища работал на Константиновском металлургическом заводе им. Фрунзе.
С 1981 по 1983 год проходил военную службу в Вооружённых силах СССР.
Правоохранительную деятельность начал в январе 1984 года на должности милиционера-водителя отдела вневедомственной охраны при ОВД Октябрьского райисполкома Риги.
С 1987 по 1990 год работал оперуполномоченным ОБХСС Вентспилского ГРОВД Латвийской ССР, после чего был переведён по собственному желанию в Константиновский ГО УВД Донецкой области, где до 1998 года занимал должности оперуполномоченного, начальника ОУИМ и заместителя начальника горотдела милиции.
С 1998 года занимал должности заместителя начальника 6 отдела Управления по борьбе с организованной преступностью и заместителя начальника Макеевского отдела по борьбе с организованной преступностью Управления по борьбе с организованной преступностью УМВД Украины в Донецкой области.
В 1999—2001 годах возглавлял инспекцию по личному составу УРОС УМВД Украины в Донецкой области. В 2001 году был назначен на должность начальника управления Государственной службы по борьбе с экономической преступностью, впоследствии на должность первого заместителя начальника УМВД Украины в Донецкой области, а в 2005—2006 годах исполнял обязанности начальника Мариупольского высшего профессионального училища МВД Украины. За добросовестное и профессиональное исполнение своих обязанностей в начале 2007 года был переведён для дальнейшего прохождения службы в МВД Украины, где занимал должности заместителя начальника Главного штаба и начальника Департамента стратегического анализа и прогнозирования. В марте 2008 года был уволен со службы в органах МВД Украины по возрасту в отставку в специальном звании «генерал-майор милиции».
С мая 2008 по июль 2009 года — заместитель председателя Государственной налоговой администрации (ГНА) в Полтавской области, с июля 2009 по июнь 2010 года — первый заместитель председателя — начальник управления налоговой милиции ГНА в Полтавской области.
С июня по июль 2010 года — первый заместитель начальника налоговой милиции ГНА Украины. С июля по декабрь 2010 года — первый заместитель председателя ГНА Украины.
На должность председателя Государственной налоговой службы Украины был назначен 25 декабря 2010 года.
7 ноября 2011 года президент Виктор Янукович освободил Анатолия Могилёва от должности главы МВД и назначил Виталия Захарченко министром внутренних дел.
Захарченко продолжил занимать пост министра внутренних дел и в новом правительстве Николая Азарова (с 28 января 2014 года, после отставки правительства Азарова, Захарченко стал исполняющим обязанности министра).

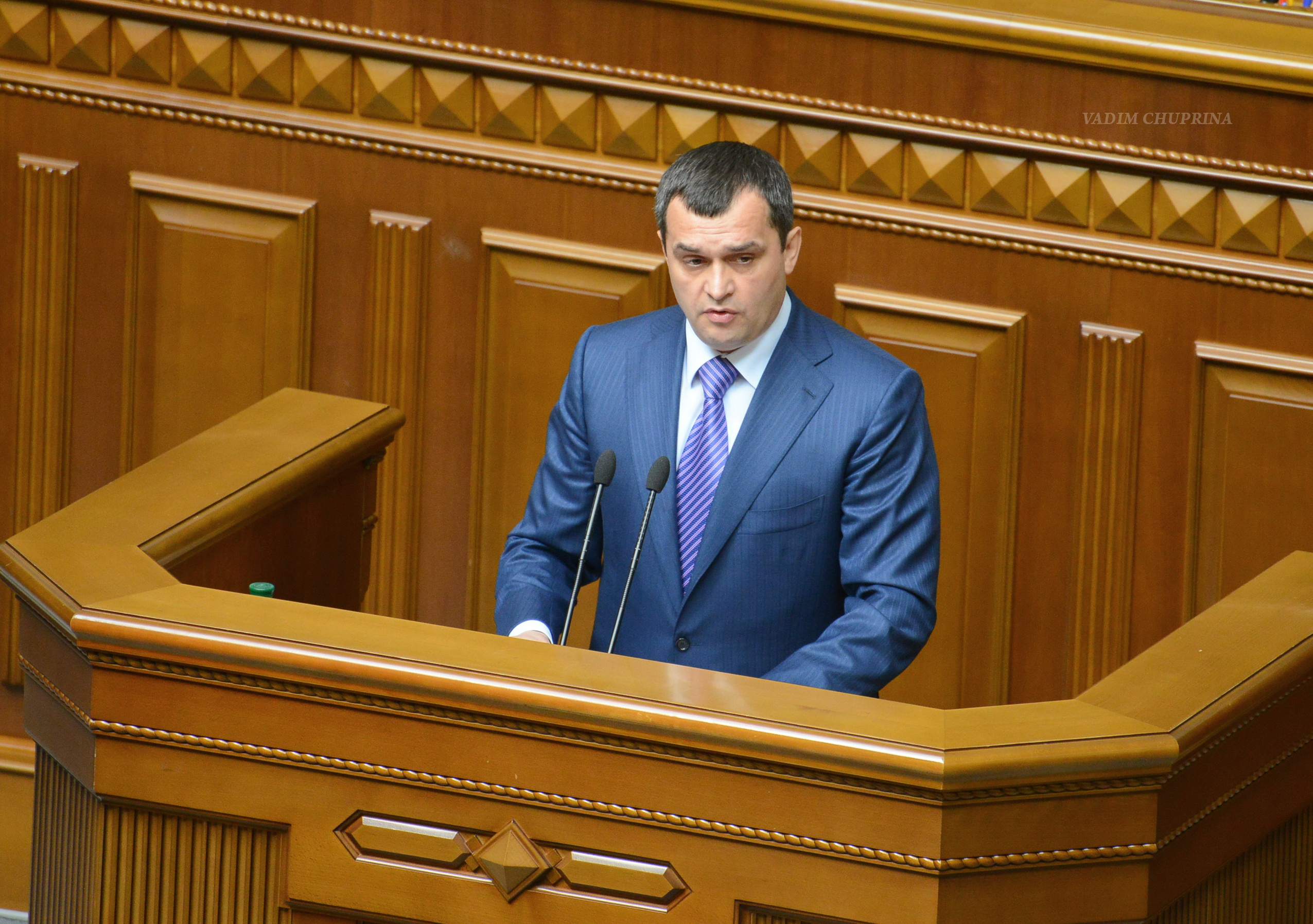
Виталий Захарченко в Верховной раде Украины

### Противостояние с Евромайданом
В ноябре 2013 года для поддержания конституционного порядка и предотвращения беспорядков на Евромайдане направил в Киев спецподразделение «Беркут» и внутренние войска МВД Украины, которые в январе-феврале 2014 года оказали ожесточённое сопротивление протестующим. Захарченко заявил, что боевого оружия у спецподразделений МВД Украины на Евромайдане не было. В интервью российским СМИ он сказал, что, будучи на посту министра МВД Украины, не отдал приказ о штурме, поскольку не хотел провоцировать возможный сценарий гражданской войны. Однако уже 20 февраля 2014 года непосредственным указом разрешил применять огнестрельное оружие против протестующих.

### После Евромайдана (с февраля 2014 года)
21 февраля 2014 года Верховная рада Украины отправила Виталия Захарченко в отставку, заменив его Арсеном Аваковым.
В феврале 2014 года Захарченко покинул Украину и в настоящее время со своей семьёй живёт в Москве.
13 апреля 2014 года Виталий Захарченко вместе с бывшим генеральным прокурором Украины Виктором Пшонкой и отстранённым от власти в обход процедуры импичмента президентом Украины Виктором Януковичем выступили в Ростове-на-Дону. Захарченко сообщил о готовящихся провокациях на российско-украинской границе с целью дискредитации армии России.
В январе 2015 года, пребывая в Севастополе (аннексированном Россией в марте 2014 года), Виталий Захарченко сообщил о получении им российского гражданства и трудоустройстве старшим консультантом в российской государственной компании «Ростех». Также он представил благотворительный фонд «Юго-Восток», собирающегося помогать отставным и действующим сотрудникам украинской милиции и жителям, пострадавшим во время военного конфликта на востоке Украины В марте 2015 года включён в состав экспертного совета комитета Госдумы по собственности, где курирует вопросы защиты имущественных интересов российских инвесторов за рубежом.
В 2016 году дал интервью для документального фильма Оливера Стоуна «Украина в огне».
16 декабря 2016 года Виталий Захарченко выступил в Дорогомиловском суде Москвы, который рассматривает иск депутата Верховной рады Украины Владимира Олейника о признании событий на Украине в 2014 году государственным переворотом. По словам отстранённого министра, огонь по людям в Киеве в феврале 2014 года вёлся из зданий, контролировавшихся представителями «майдана». Также Захарченко заявил, что руководство Украины в лице президента Януковича не планировало силового варианта для наведения порядка на Майдане, однако, пыталось разрешить ситуацию миром и найти компромиссные решения. Также заявил, что протестующие не пускали сотрудников милиции на майдан, и они не могли помочь тем, кто нуждался в помощи.

### Образование
В 1986 году закончил Рижскую специальную среднюю школу милиции МВД СССР, в 1991 году — Рижский филиал Минской высшей школы МВД СССР, в 1998 году — магистратуру Национальной академии внутренних дел Украины, в 2010 году — «Полтавский университет экономики и торговли», межотраслевой институт повышения квалификации и переподготовки специалистов по специальности «Учёт и аудит». Специальность по образованию — правоведение, управление в сфере правопорядка, учёт и аудит.

### Обвинения в уголовных преступлениях

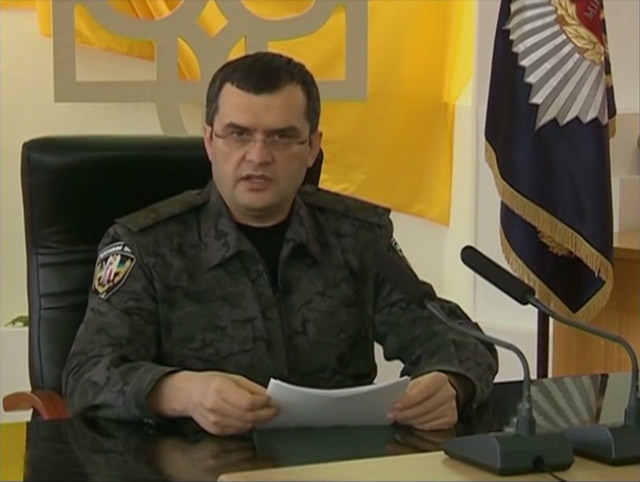
Телевизионное обращение и. о. министра внутренних дел В. Захарченко, 20 февраля 2014 года

20 декабря 2013 года, после попыток силового разгона Евромайдана спецподразделением «Беркут», в Верховной Раде Украины был поставлен на голосование депутатский запрос к президенту Украины об отставке Виталия Захарченко с должности министра внутренних дел в связи с тем, что он «превышает свои властные полномочия, дает противозаконные указания силовым структурам, бездействует и нарушает требования законодательства Украины», однако запрос не набрал необходимого количества голосов и не был направлен президенту.
26 февраля 2014 года СБУ объявила Захарченко в розыск.
Генерал милиции Николай Джига отзывался о нём как о министре внутренних дел (26.02.2014): «Захарченко производил на меня неплохое впечатление как человек, но он безвольный, и у него абсолютно не было опыта работы».
28 февраля 2014 года Генеральная прокуратура Украины потребовала от МВД и СБУ в течение 10 дней задержать Виталия Захарченко как человека, подозреваемого в массовых убийствах активистов в центре Киева с 18 по 22 февраля. 4 марта Захарченко был объявлен в розыск.
6 марта 2014 года Евросоюз и Канада объявили, что Захарченко числится в списках высокопоставленных украинских чиновников, против которых вводятся финансовые санкции.
В первом, после преследования, телевизионном интервью, данном российскому государственному Первому каналу, Виталий Захарченко опроверг все выдвинутые против него обвинения, фактически повторив версию, ранее озвученную экс-начальником СБУ Александром Якименко — стрельба по митингующим и милиционерам велась из здания, находившегося под контролем коменданта Майдана Андрея Парубия (после Евромайдана — секретарь СНБО). Также Виталий Захарченко настаивает на проведении независимого международного расследования, оговоренного Соглашением от 21 февраля 2014 года.
В ноябре 2014 года Генеральная прокуратура Украины заочно объявила подозрение Виталию Захарченко и экс-главе киевской милиции Валерию Коряку в организации похищения летом 2013 года секретаря митрополита Владимира Александра Драбинко в целях отречения Владимира от престола.
4 августа 2015 года Генеральная прокуратура Украины заочно объявила подозрение Виталию Захарченко в получении неправомерной выгоды в размере 1,2 млн грн путём содействия в организации «конверт-центров».
В ноябре 2017 года стало известно, что Интерпол снял с международного розыска опального главу МВД Украины Виталия Захарченко и его заместителя Виктора Ратушняка.

## Санкции
6 марта 2014 года Захарченко включён в санкционный список стран Евросоюза как «лицо в отношении которого украинскими властями возбуждено уголовное производство за незаконное присвоение государственных средств или активов».
22 декабря 2015 года Захарченко включён в санкционный список США в отношении бывших должностных лиц Януковича, за оказание материальной помощи бывшему президенту Украины Виктору Януковичу, кроме того «Захарченко 20 февраля 2014 года отдал приказ о применении огнестрельного оружия против мирных демонстрантов Евромайдана в Украине, что привело к гибели десятков людей».
18 декабря 2021 года внесён в санкционный список Великобритании за незаконное присвоение активов, нарушение права на жизнь и гибель демонстрантов Евромайдана, отмечая что Захарченко в должности министра несёт ответственность «за действия украинских правоохранительных органов, которые неоднократно применяли насилие, включая случаи пыток, и убийства демонстрантов в рамках государственной политики по подавлению протестного движения Майдана».
27 февраля 2021 года был включён в санкционный список Украины. 4 февраля 2023 года, после вторжения России на Украину, Захарченко был лишён украинского гражданства.

## Захарченко и журналисты
Захарченко некоторое время работал телеведущим в Донецкой области, в связи с чем в декабре 2004 года был принят в члены Национального союза журналистов Украины Донецкой областной организацией. Весной 2013 года он стал на учёт в Киевской организации НСЖУ. Иногда с именем Захарченко связывают телеканал «112 Украина», однако владелец телеканала Андрей Подщипков это отрицает.
24 декабря 2013 года правление Киевской организации НСЖУ исключило Захарченко из союза журналистов за «несоблюдение требований Евромайдана, частые случаи избиения журналистов и ненадлежащее расследование дел, касающихся журналистской деятельности».

## Специальное звание
- Генерал-майор милиции (март 2008)
- Генерал внутренней службы Украины (16 декабря 2011)[43]

## Награды
- Орден «За заслуги» III степени (24 августа 2013 года) — за значительный личный вклад в государственное строительство, социально-экономическое, научно-техническое, культурно-образовательное развитие Украины, весомые трудовые достижения и высокий профессионализм[44].
- Заслуженный юрист Украины (23 августа 2011 года) — за весомый личный вклад в защиту государственного суверенитета, обеспечения конституционных прав и свобод граждан, укрепление экономической безопасности государства, добросовестное и безупречное служение Украинскому народу и по случаю 20-й годовщины независимости Украины[45]
- Нагрудный знак МВД Украины «За отличие в учёбе»
- Нагрудный знак ГНА Украины «За безупречную службу в налоговой милиции» I степени
- Медаль ГНА Украины «За честь и службу»
- Медаль Жукова
- Нагрудные знаки МВД Украины «За отличие в службе» I—II степеней
- Нагрудный знак МВД Украины «Крест Славы»
- Нагрудный знак МВД Украины «За заслуги в борьбе с преступностью»
- Крест «За возрождение Украины» II степени,
- Медали «За добросовестную службу» III, II и I степеней.
- Медаль «За содействие развитию гражданского общества»